# Deer Lake
Deer Lake és una població dels Estats Units a l'estat de Pennsilvània. Segons el cens del 2000 tenia 528 habitants.

## Demografia
Segons el cens del 2000, Deer Lake tenia 528 habitants, 203 habitatges, i 160 famílies. La densitat de població era de 485,4 habitants per quilòmetre quadrat.
Dels 203 habitatges en un 34% hi vivien nens de menys de 18 anys, en un 66,5% hi vivien parelles casades, en un 8,9% dones solteres, i en un 20,7% no eren unitats familiars. En el 18,2% dels habitatges hi vivien persones soles el 6,9% de les quals corresponia a persones de 65 anys o més que vivien soles. El nombre mitjà de persones vivint en cada habitatge era de 2,6 i el nombre mitjà de persones que vivien en cada família era de 2,94.
Per edats la població es repartia de la següent manera: un 23,1% tenia menys de 18 anys, un 7% entre 18 i 24, un 30,9% entre 25 i 44, un 27,7% de 45 a 60 i un 11,4% 65 anys o més.
L'edat mediana era de 39 anys. Per cada 100 dones de 18 o més anys hi havia 95,2 homes.
La renda mediana per habitatge era de 52.386 $ i la renda mediana per família de 61.042 $. Els homes tenien una renda mediana de 36.000 $ mentre que les dones 28.611 $. La renda per capita de la població era de 25.577 $. Entorn de l'1,3% de les famílies i el 4% de la població estaven per davall del llindar de pobresa.

## Poblacions més properes
El següent diagrama mostra les poblacions més properes.